# Team LottoNL-Jumbo/2016
Deze pagina geeft een overzicht van de Team LottoNL-Jumbo wielerploeg in  2016.
Dit is het 2e jaar dat de ploeg onder deze naam zal rijden in het profpeloton. Het is de opvolger van het Rabobank wielerploeg en Belkin Pro Cycling.
Begin januari 2016 werd bekendgemaakt dat de ploeg in ieder geval tot 2018 zal voortbestaan.

## Algemeen
Sponsor
LottoNL
Subsponsor
Jumbo Supermarkten
Algemeen manager
Richard Plugge
Teammanagers
Nico Verhoeven, Merijn Zeeman, Mathieu Heijboer
Ploegleiders
Jan Boven, Addy Engels, Frans Maassen
Fietsmerk
Bianchi
Materiaal en banden
Shimano, Vittoria
Kleding
Santini SMS
Budget
±10 miljoen euro
Kopmannen
Robert Gesink,Steven Kruijswijk en Dylan Groenewegen
Voormalig kopmannen
Moreno Hofland,Wilco Kelderman,Sep Vanmarcke,

## Transfers
| Inkomend           | Team 2015                   | Uitgaand           | Team 2016              |
| ------------------ | --------------------------- | ------------------ | ---------------------- |
| Koen Bouwman       | SEG Racing                  | Rick Flens         | Gestopt                |
| Alexey Vermeulen   | BMC Development Team        | Laurens ten Dam    | Giant-Alpecin          |
| Steven Lammertink  | SEG Racing                  | Brian Bulgac       | Team Vorarlberg        |
| Twan Castelijns    | Baby-Dump CyclingTeam       | Kevin De Weert     | Gestopt                |
| Victor Campenaerts | Topsport Vlaanderen-Baloise | Nick van der Lijke | Roompot Oranje Peloton |
| Dylan Groenewegen  | Roompot Oranje Peloton      | Barry Markus       | Roompot Oranje Peloton |
| Primož Roglič      | Adria Mobil                 |                    |                        |
| Enrico Battaglin   | Bardiani CSF                |                    |                        |

## Renners
| Naam               | Geboortedatum | Nationaliteit    | Ploeg 2015                  | Ploeg 2017           | Contract t/m  |
| ------------------ | ------------- | ---------------- | --------------------------- | -------------------- | ------------- |
| Enrico Battaglin   | 17-11-1989    | Italië           | Bardiani CSF                |                      | 2017          |
| George Bennett     | 07-04-1990    | Nieuw-Zeeland    |                             |                      | 2018          |
| Koen Bouwman       | 02-12-1993    | Nederland        | SEG Racing                  |                      | 2017          |
| Victor Campenaerts | 28-10-1991    | België           | Topsport Vlaanderen-Baloise |                      | 2017          |
| Twan Castelijns    | 23-01-1989    | Nederland        | Baby-Dump Cyclingteam       |                      | 2017          |
| Robert Gesink      | 31-05-1986    | Nederland        |                             |                      | 2018          |
| Marc Goos          | 30-11-1990    | Nederland        |                             | De Jonge Renners     | t/m 29-8-2016 |
| Dylan Groenewegen  | 21-06-1993    | Nederland        | Roompot Oranje Peloton      |                      | 2018          |
| Moreno Hofland     | 31-08-1991    | Nederland        |                             | Lotto Soudal         | 2016          |
| Martijn Keizer     | 25-03-1988    | Nederland        |                             |                      | 2017          |
| Wilco Kelderman    | 25-03-1991    | Nederland        |                             | Sunweb Giant         | 2016          |
| Steven Kruijswijk  | 07-06-1987    | Nederland        |                             |                      | 2018          |
| Steven Lammertink  | 04-12-1993    | Nederland        | SEG Racing                  |                      | 2017          |
| Tom Leezer         | 26-12-1985    | Nederland        |                             |                      | 2017          |
| Bert-Jan Lindeman  | 16-06-1989    | Nederland        |                             |                      | 2017          |
| Paul Martens       | 26-10-1983    | Duitsland        |                             |                      | 2017          |
| Primož Roglič      | 29-10-1989    | Slovenië         | Adria Mobil                 |                      | 2017          |
| Timo Roosen        | 11-01-1993    | Nederland        |                             |                      | 2018          |
| Bram Tankink       | 03-12-1978    | Nederland        |                             |                      | 2016          |
| Mike Teunissen     | 25-08-1992    | Nederland        |                             | Sunweb Giant         | 2016          |
| Maarten Tjallingii | 05-11-1977    | Nederland        |                             | gestopt              | t/m mei 2016  |
| Tom Van Asbroeck   | 19-04-1990    | België           |                             | Cannondale Drapac    | 2016          |
| Jos van Emden      | 18-02-1985    | Nederland        |                             |                      | 2018          |
| Sep Vanmarcke      | 28-07-1988    | België           |                             | Cannondale Drapac    | 2016          |
| Alexey Vermeulen   | 16-12-1994    | Verenigde Staten | BMC Development Team        |                      | 2017          |
| Robert Wagner      | 17-04-1983    | Duitsland        |                             |                      | 2018          |
| Dennis van Winden  | 02-12-1987    | Nederland        |                             | Cycling Academy Team | 2016          |
| Maarten Wynants    | 13-05-1982    | België           |                             |                      | 2018          |

## Overwinningen
Ronde van Valencia
3e etappe: Dylan Groenewegen
Driedaagse van West-Vlaanderen
1e etappe: Dylan Groenewegen
Ronde van Yorkshire
1e etappe: Dylan Groenewegen
Ronde van Italië
9e etappe: Primož Roglič
Heistse Pijl
Winnaar: Dylan Groenewegen
Rund um Köln
Winnaar: Dylan Groenewegen
Ster ZLM Toer
Proloog: Jos van Emden
3e etappe: Dylan Groenewegen
4e etappe: Sep Vanmarcke
Eindklassement: Sep Vanmarcke
Nationale kampioenschappen wielrennen
België - tijdrit: Victor Campenaerts
Slovenië - tijdrit: Primož Roglič
Nederland - wegrit: Dylan Groenewegen
Arnhem-Veenendaal Classic
Winnaar: Dylan Groenewegen
Ronde van Poitou-Charentes
2e etappe: Tom Van Asbroeck
Ronde van Spanje
14e etappe: Robert Gesink
Ronde van Groot-Brittannië
4e etappe: Dylan Groenewegen
Eneco Tour
1e etappe: Dylan Groenewegen
Eurométropole Tour
Winnaar: Dylan Groenewegen
Mannen: 1984 · 1985 · 1986 · 1987 · 1988 · 1989 · 1990 · 1991 · 1992 · 1993 · 1994 · 1995 · 1996 · 1997 · 1998 · 1999 · 2000 · 2001 · 2002 · 2003 · 2004 · 2005 · 2006 · 2007 · 2008 · 2009 · 2010 · 2011 · 2012 · 2013 · 2014 · 2015 · 2016 · 2017 · 2018 · 2019 · 2020 · 2021 · 2022 · 2023 · 2024 · 2025
Lijst van alle renners
Vrouwen: 2021 · 2022 · 2023 · 2024 · 2025
AG2R-La Mondiale · Astana Pro Team · BMC Racing Team · Cannondale Pro Cycling Team · Dimension Data · Etixx-Quick Step · FDJ · Team Giant-Alpecin · IAM Cycling · Team Katjoesja · Lampre-Merida · Team LottoNL-Jumbo · Lotto Soudal · Movistar Team · Orica GreenEDGE · Team Sky · Tinkoff · Trek-Segafredo